# William Avery Rockefeller
William Avery Rockefeller (Ancram, New York, 13. studenog 1810. – Freeport (Illinois), 11. svibnja 1906.), američki poduzetnik, drvosječa, travar i putujući trgovac, koji je koristio pseudonim dr. William Levingston. Dvojica njegovih sinova, John Davies Rockefeller i William Avery Rockefeller ml., bili su osnivači naftne kompanije Standard Oil i osnivači poduzetničke obitelji Rockefeller.
Preci Williama st. podrijetlom su iz Neuweida u Njemačkoj, odakle je Johann Peter Rockenfeller (1710. – 1787.) doselio u SAD i promijenio prezime u Rockefeller. William je prvu suprugu, Elizu Davison, oženio 18. veljače 1837. godine. S njom je imao tri sina i tri kćeri:
- Lucy Rockefeller (1838. – 1878.)
- John Davison Rockefeller St. (1839. – 1937.)
- William Avery Rockefeller Ml. (1841. – 1922.)
- Mary Ann Rockefeller (1843. – 1925.)
- Franklin "Frank" Rockefeller (1845. – 1917.)
- Frances Rockefeller (1845. – 1847.)

Obitelj je napustio kada su mu stariji sinovi bili adolescenti, ali ostao je zakonski u braku s Elizom sve do njene smrti 1889. godine. Godine 1856. oženio je, koristeći pseudonim dr. William Levingston, Margaret Allen (1834. – 1910.), s kojom nije imao djece.